# Aphanogmus guadalcanalensis
Aphanogmus guadalcanalensis är en stekelart som beskrevs av Peter Neerup Buhl 1998. Aphanogmus guadalcanalensis ingår i släktet Aphanogmus och familjen pysslingsteklar. Inga underarter finns listade i Catalogue of Life.